# Дейр-Ясин
Дейр-Яси́н (ивр. דיר יאסין‎, араб. دير ياسين‎) — бывшая арабская деревня в Палестине в 5 км западнее Иерусалима. В начале арабо-израильской войны, 9 апреля 1948, была атакована и в бою захвачена боевыми формированиями еврейских подпольных организаций «Иргун» и «Лехи».
Руководство еврейского Ишува послало телеграмму с извинениями королю Трансиордании Абдулле. Альберт Эйнштейн, Ханна Арендт, и других известные деятели культуры еврейской национальности того времени выступили с осуждением этого нападения. Убийство жителей Дейр-Ясин было использовано Лигой арабских государств в качестве одного из поводов для войны против новообразованного государства Израиль.
Современные источники расходятся в дальнейшем описании событий, происходивших накануне образования государства Израиль. Проарабские и левые израильские источники описывают жестокость еврейских боевиков и «резню местных жителей» после захвата деревни, правые же описывают «бой при Дейр-Ясине» с многочисленными пленными, отпущенными по домам.
После изгнания арабских жителей на месте деревни был построен еврейский квартал Гиват Шаул Бет. В настоящий момент его территория входит в состав Иерусалима. На части местности построили аэропорт, а также больницу для душевнобольных. На месте деревенского кладбища теперь проходит автомагистраль.
Через четыре дня, 13 апреля, арабские военизированные формирования напали на медицинский конвой в больницу Хадасса на горе Скопус.
В результате нападения были убиты, в том числе, в подожжённых автобусах, семьдесят девять евреев, в основном врачи и медсёстры, а также один британский солдат. Это массовое убийство не было осуждено или упомянуто в вышеприведенных источниках.